# Coupe d'Europe de BMX 2020
Navigation
2019 2021
La 7e édition de la Coupe d'Europe de BMX a lieu du 5 au 6 septembre 2020. Cette année, en raison de la pandémie de Covid-19, seules deux manches ont lieu à Vérone. Aucun classement général n'a été officialisé par l'UEC.

## Hommes élites
| #  | Lieu   | Date        | Vainqueur     | Deuxième       | Troisième      |
| -- | ------ | ----------- | ------------- | -------------- | -------------- |
| 1. | Vérone | 5 septembre | Sylvain André | Eddy Clerté    | Simon Marquart |
| 2. | Vérone | 6 septembre | Eddy Clerté   | Simon Marquart | Sylvain André  |

## Femmes élites
| #  | Lieu   | Date        | Vainqueur      | Deuxième      | Troisième        |
| -- | ------ | ----------- | -------------- | ------------- | ---------------- |
| 1. | Vérone | 5 septembre | Laura Smulders | Mariana Pajón | Mathilde Doudoux |
| 2. | Vérone | 6 septembre | Laura Smulders | Mariana Pajón | Vineta Pētersone |